# Acanthurus achilles
Acanthurus achilles (Shaw, 1803) è un pesce osseo marino appartenente alla famiglia Acanthuridae.

## Distribuzione e habitat
A. achilles è diffuso sulle coste delle isole tropicali dell'oceano Pacifico occidentale e centrale, a est fino alle Hawaii e all'isola di Pitcairn. É particolarmente comune in Polinesia e Micronesia.
Vive sul lato esterno delle barriere coralline in acque poco profonde battute dalle onde.
Si può trovare tra 0 e 10 metri di profondità, di solito non oltre 4 metri.

## Descrizione
Questa specie, come gli altri Acanthurus, ha corpo ovale, compresso lateralmente, e bocca piccola posta su un muso sporgente; sul peduncolo caudale è presente una spina mobile molto tagliente che in questa specie sembra che sia collegata a ghiandole velenifere. La pinna dorsale è unica e piuttosto lunga, di altezza uniforme, con parte a raggi spiniformi più breve di quella a raggi molli. La pinna anale è simile ma più corta. La pinna caudale è lunata. Le scaglie sono molto piccole. La livrea dell'adulto è molto caratteristica con fondo bruno molto scuro, spesso quasi nero e una vistosa macchia arancio a forma di goccia sulla parte posteriore del corpo che si estende sul peduncolo caudale. La base delle pinne dorsale e anale è percorsa da una linea bianca sopra alla quale ne è una simile di color arancio. Sul mento vi è una linea bianca e un bordo bianco è sull'opercolo branchiale. La pinna caudale è arancio con bordo e base neri e il bordo posteriore bianco. I giovanili non hanno la macchia arancio sul corpo.
È riportata la taglia massima di 24 cm di lunghezza.

## Biologia

### Comportamento
Gregario, vive in gruppi. Territoriale.

### Alimentazione
Basata su alghe bentoniche.

### Riproduzione
Forma coppie monogame. La larva effettua la metamorfosi alla forma adulta a una lunghezza di 6 cm. Forma ibridi con Acanthurus nigricans,  questi ibridi sono noti con il nome di Acanthurus rackliffei.

## Pesca
Viene pescato soprattutto alle Hawaii sia come pesce da consumo che per l'acquariofilia.

## Acquariofilia
É uno degli Acanthurus più frequenti sul mercato dei pesci d'acquario.

## Conservazione
A. achilles è comune in tutto l'areale e le popolazioni sono numericamente stabili. Solo in alcune aree delle Hawaii dove è soggetto a sovrapesca sembra esserci qualche segno di rarefazione. La Lista rossa IUCN classifica la specie come "a rischio minimo".